# Ignacy Juliusz Rosner
Ignacy Juliusz Rosner, ps. Neros, Infaustus (ur. 1 stycznia 1865 w Krakowie, zm. 23 marca 1926 w Warszawie) – polski prawnik, dziennikarz, urzędnik ministerialny i polityk konserwatywny, poseł do austriackiej Rady Państwa.

## Życiorys
Ukończył Gimnazjum św. Anny (1882 i wydział prawa Uniwersytetu Jagiellońskiego w Krakowie jako dr praw (1887). W latach 1887–1889 pracował jako aplikant w krakowskim Archiwum akt grodzkich i ziemskich. W latach 1889–1890 uzupełniał studia prawnicze i ekonomiczne na uniwersytetach w Berlinie i Lipsku. Po powrocie do Krakowa pracował jako kandydat adwokacki w kancelarii dr. Karola Pieniążka. Już podczas studiów krakowskich związał się ze środowiskiem konserwatystów krakowskich i do końca życia pozostawał pod wpływem Michała Bobrzyńskiego, Stanisława Smolki, Józefa Szujskiego, Wincentego Zakrzewskiego i Stanisława Tarnowskiego. Członek redakcji „Czasu” (1891–1893) – pisał w nim artykuły wstępne, polityczne i teatralne, w duchu narodowo-konserwatywnym. Współpracował także ze „Światem” (1890–1892).
Od listopada 1893 urzędnik w austriackim Ministerstwie Wyznań i Oświaty kierowanym przez Stanisława Madeyskiego, kolejno komisarz, wicesekretarz ministerialny i radca prezydialny (1894–1895). Następnie pracował w Prezydium Rady Ministrów (1895–1899). Później, jako najstarszy radca ministerialny był wpływowym urzędnikiem w Ministerstwie ds. Galicji, szczególnie za Wojciecha Dzieduszyckiego, którego często zastępował (8 stycznia 1899 – czerwiec 1911)  W zakres jego kompetencji wchodziły sprawy konstytucyjne i językowe, kolejowe, taryfowe, górnicze oraz sprawy przemysłu naftowego. Mimo coraz bardziej błyskotliwej kariery urzędniczej w Wiedniu, nadal w latach 1900–1910 zajmował się na łamach „Czasu” ówczesną literaturą polską, m.in. twórczością Stanisława Wyspiańskiego.
W latach 1907–1918 członek Stronnictwa Prawicy Narodowej. Urlopowany z ministerstwa został wybrany z poparciem Michała Bobrzyńskiego posłem do austriackiej Rady Państwa XII kadencji ((17 lipca 1911 – 28 października 1918) z okręgu wyborczego nr 23 (Mielec-Tarnobrzeg). Pracował w komisji budżetowej parlamentu. W l. 1913-14 był referentem budżetu wojskowego w delegacjach wspólnych austro-węgierskich. Członek Koła Polskiego w Wiedniu. Należał do niewielu posłów polskich, którzy mieli wpływ nie tylko na Koło Polskie ale i na całą Izbę. Przestrzegał Austro-Węgry przed zbytnią uległością wobec Niemiec, jednocześnie wskazywał na niebezpieczeństwo grożące Polakom i monarchii ze strony Rosji.
Po wybuchu I wojny światowej współuczestniczył w powołaniu Naczelnego Komitetu Narodowego (16 sierpnia 1914), następnie działał w jego strukturach.Po zajęciu Warszawy w sierpniu 1915 przez wojska niemieckie członek delegacji austro-węgierskiej w Warszawie. Był rzecznikiem tzw. austro-polskiego rozwiązania sprawy polskiej, czemu dawał wyraz w wielu publikowanych wówczas artykułach i broszurach. Po utworzeniu Tymczasowej Rady Stanu objął funkcję zastępcy komisarza rządu austro-węgierskiego. Na wieść o traktacie brzeskim (9 lutego 1918), który oznaczał koniec austro-polskiej koncepcji, podał się do dymisji i wyjechał do Wiednia. Tam wraz z innymi członkami Koła Polskiego doprowadził do dymisji ministra spraw zagranicznych Ottokara Czernina. Potem powrócił do Warszawy na poprzednie stanowisko pozostając na nim do upadku monarchii austro-węgierskiej.
W niepodległej Polsce pracował od 1919 jako dziennikarz a następnie od 1920 redaktor naczelny „Kuriera Polskiego”. W latach 1919–1926 zamieszczał w nim artykuły wstępne oraz publicystykę oraz korespondencję dot. polityki zagranicznej. W l. 1921–1924 pełnił funkcję wiceprezesa Syndykatu Dziennikarzy Polskich. 
Wraz z grupą swych współpracowników założył „Nowy Kurier Polski” który szybko stał się jednym z czołowych pism prorządowych. On sam niedługo po objęciu redakcji zachorował i zmarł na serce.
Został pochowany w grobowcu rodzinnym na cmentarzu Rakowickim w Krakowie.

## Odznaczenia
W r. 1910 został odznaczony austro-węgierskim Krzyżem Kawalerskim Orderem Leopolda.

## Życie prywatne
Syn Antoniego i Amelii z Ohrensteinów, brat Aleksandra. Ożeniony w 1893 z Zofią z Estreicherów (1867–1950), córką Karola miał dwie córki Annę (zmarłą w dzieciństwie) i Janinę (ur. 1904, późniejszą żonę Wiktora Bincera) oraz trzech synów: Antoniego (1896–1942), Karola (1904–1944) i Jana (1906–1991)